# Shamoji

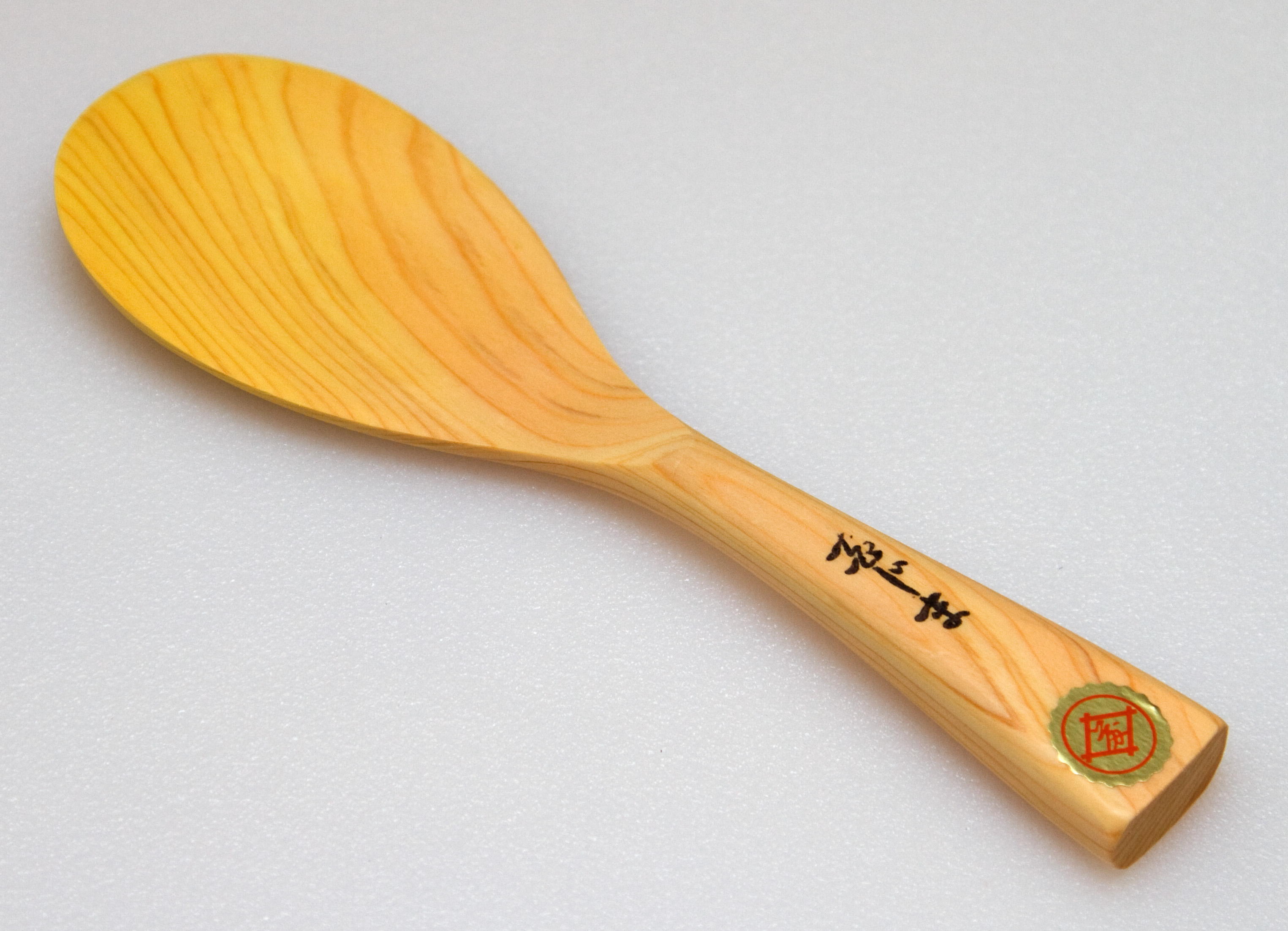
Traditionelles Shamoji (aus Holz bzw. Bambus)

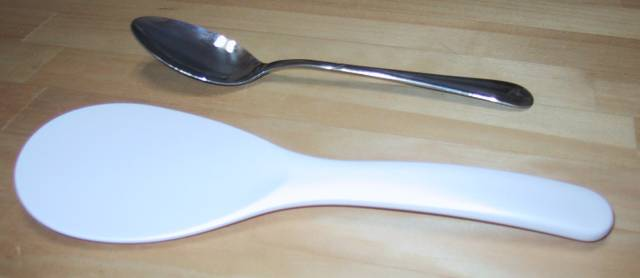
Shamoji, daneben ein Esslöffel zum Größenvergleich

Ein Shamoji (jap. 杓文字, kana しゃもじ) ist in der japanischen Küche ein flacher Löffel für Reis. Er wird zum Umrühren und Servieren von Reis verwendet, insbesondere aber zum Vermischen von Reis, Reisessig, Zucker und Salz zur Zubereitung von Reis für Sushi in einem Holzbottich (Hangiri).
Das Küchengerät ist meist relativ billig und wird traditionell aus Bambus, Holz oder Lack hergestellt, heute jedoch oft aus Kunststoff.
Der Shamoji muss während des Gebrauches regelmäßig ins Wasser getaucht werden, um ein Anhaften des Reises zu verhindern. Teurere Kunststoff-Shamoji haben deswegen eine Anti-Haftbeschichtung. Metall dagegen wird selten verwendet, da dieses die Reiskörner eher beschädigt und auch die traditionellen hölzernen Gefäße für die Sushireis-Zubereitung (Hangiri) beschädigen kann.
Beim Servieren von Reis mit dem Shamoji muss man darauf achten, die Reiskörner nicht flachzudrücken.
Hölzerne Shamoji sind ein typisches Souvenir der Insel Miyajima bei Hiroshima, wo sie verziert und mit Inschriften versehen und in verschiedenen Größen bis hin zu Exemplaren von ca. 1 m Länge erhältlich sind.